# 1992 في أوكرانيا
فيما يلي قوائم الأحداث التي وقعت خلال عام 1992 في أوكرانيا.

## سياسة

### تعيين في المنصب
- 13 أكتوبر – ليونيد كوتشما رئيس وزراء أوكرانيا.

### انتهاء فترة المنصب
- 18 يونيو – بافلو لازارينكو نائب الشعب الأوكراني [الإنجليزية]‏.

## مواليد

### يناير
- 18 يناير – أناستاسيا فاسيليفا لاعبة كرة مضرب أوكرانية.

### فبراير
- 9 فبراير – فياتشيسلاف موتورتشوك

### يوليو
- 20 يوليو – ليودميلا كيتشينوك لاعبة كرة مضرب أوكرانية.
- 20 يوليو – ناديا كيتشينوك لاعبة كرة مضرب أوكرانية.

### أغسطس
- 17 أغسطس – دينيس كادلا لاعب كرة مضرب من الولايات المتحدة.

### سبتمبر
- 21 سبتمبر – ماريا موزيجوك لاعبة شطرنج أوكرانية.

### نوفمبر
- 9 نوفمبر – كونستانتين أنيكينكو

### ديسمبر
- 9 ديسمبر – ماكسيم كوفال لاعب كرة قدم.

## وفيات

### فبراير
- 23 فبراير – محمد أسد (مواليد 1900) كاتب وصحفي ومفكر نمساوي.